# Pathanamthitta
Pathanamthitta es una ciudad y  municipio situada en el distrito de Pathanamthitta en el estado de Kerala (India). Su población es de 37538 habitantes (2011). Se encuentra a 105 km de Cochín y a 171 km de Thrissur. Es el centro administrativo del distrito.

## Demografía
Según el censo de 2011 la población de Pathanamthitta era de 37538 habitantes, de los cuales 17774 eran hombres y 19794 eran mujeres. Pathanamthitta tiene una tasa media de alfabetización del 96,40%, superior a la media estatal del 94%. la alfabetización masculina es del 97,40%, y la alfabetización femenina del 96,52%.